# Geografia d'Eslovàquia

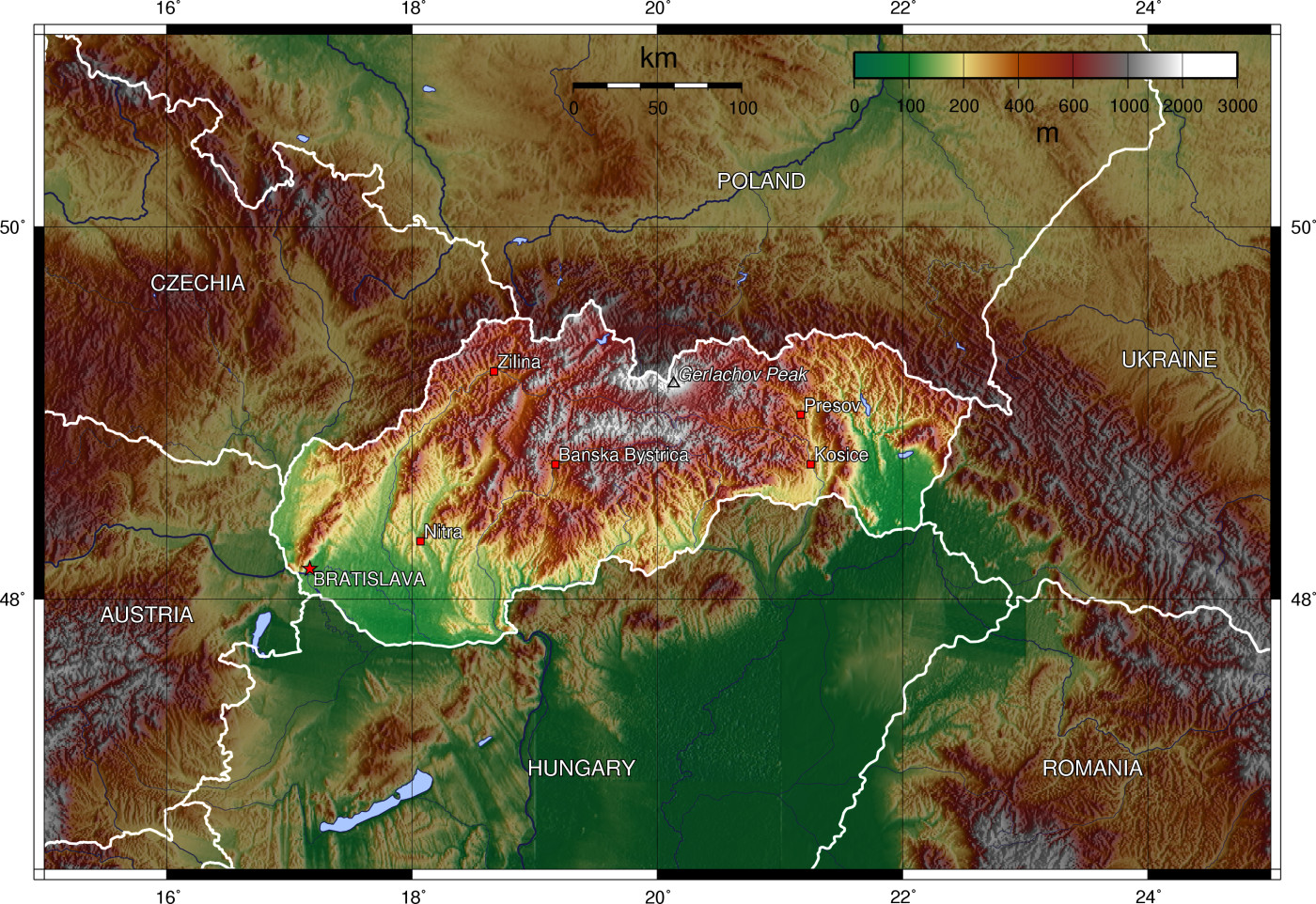
Mapa topogràfic d'Eslovàquia.

Eslovàquia (nom local, Slovenska Republika) és un estat centreeuropeu membre de la Unió Europea (UE). Eslovàquia no té costa, fa frontera amb Polònia (nord), República Txeca i Àustria (oest), Hongria (sud), i a l'est fa frontera amb un estat extracomunitari: Ucraïna.

## Geografia física

### Relleu

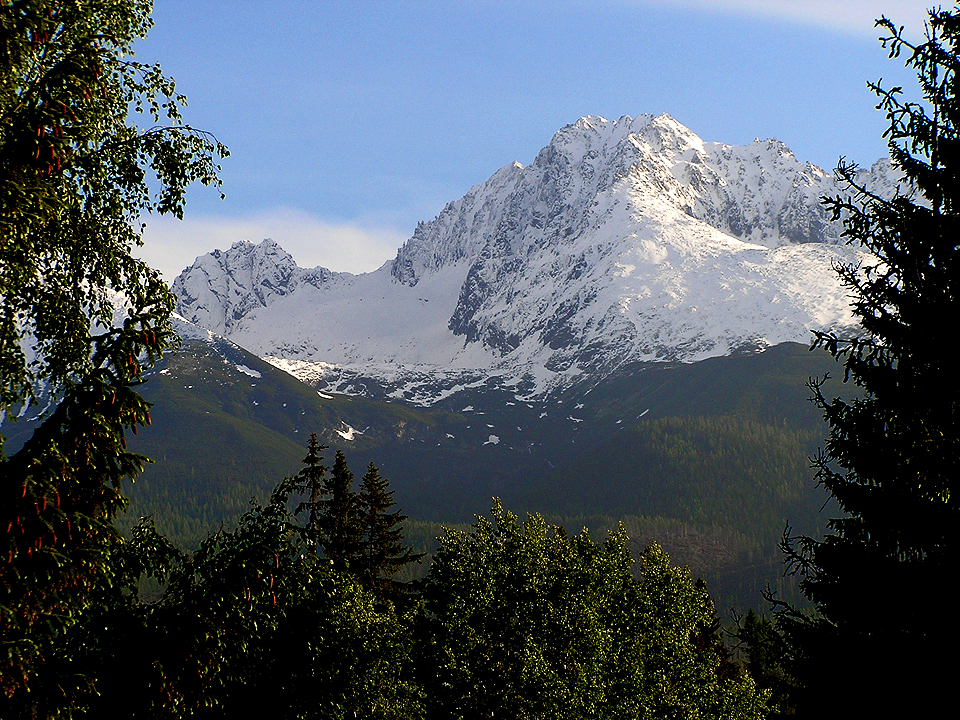
El punt més alt d'Eslovàquia Gerlachovský štít.

Eslovàquia pot dividir-se en dues parts o regions. La primera és la part nord i centre, que és muntanyenca per comprendre el vessant meridional dels Carpats, que travessen Eslovàquia d'oest a est. Els Carpats es divideixen en diverses serres: Petits Carpats, Carpats Blancs, Alt Tatra zona central més elevada, que és molt popular per esquiar i alberga bells paisatges amb llacs i valls, així com el punt més alt d'Eslovàquia, el Gerlachovský štít amb 2.655 msnm; Baix Tatra, Gran i Petit Tatra i els Monts Metal·lífers eslovacs. Una altra muntanya destacada dels Tatra orientals és el Rysy (2.499 m), que està a la frontera amb Polònia.
La segona regió és la sud i oest, predominantment plana, ja que forma part de la Depressió danubiana o de Pannònia i és on està desenvolupada l'agricultura. Aquesta zona del sud-oest es troba banyada pel riu Danubi.

### Rius
El riu principal és el Danubi, i la immensa majoria dels rius d'Eslovàquia pertanyen a la seva conca. Només alguns de l'extrem nord pertanyen al vessant de la mar Bàltica. A part del Danubi, són importants el Váh, Hron, Nitra, Hornád, Ipeľ (que està a la frontera amb Hongria), Tisza (a la frontera amb Hongria i amb Ucraïna) i l'Ondava, afluent del Tisza. Relació de rius i les seves corresponents desembocadures:
- riu Danubi (Mar Negra);

- riu Váh (afluent del Danubi);
- riu Nitra (afluent del Danubi);
- riu Hron (afluent del Danubi);

- riu Slana (Keleti-föcsatorna);
- riu Hornád (Keleti-föscatorna);

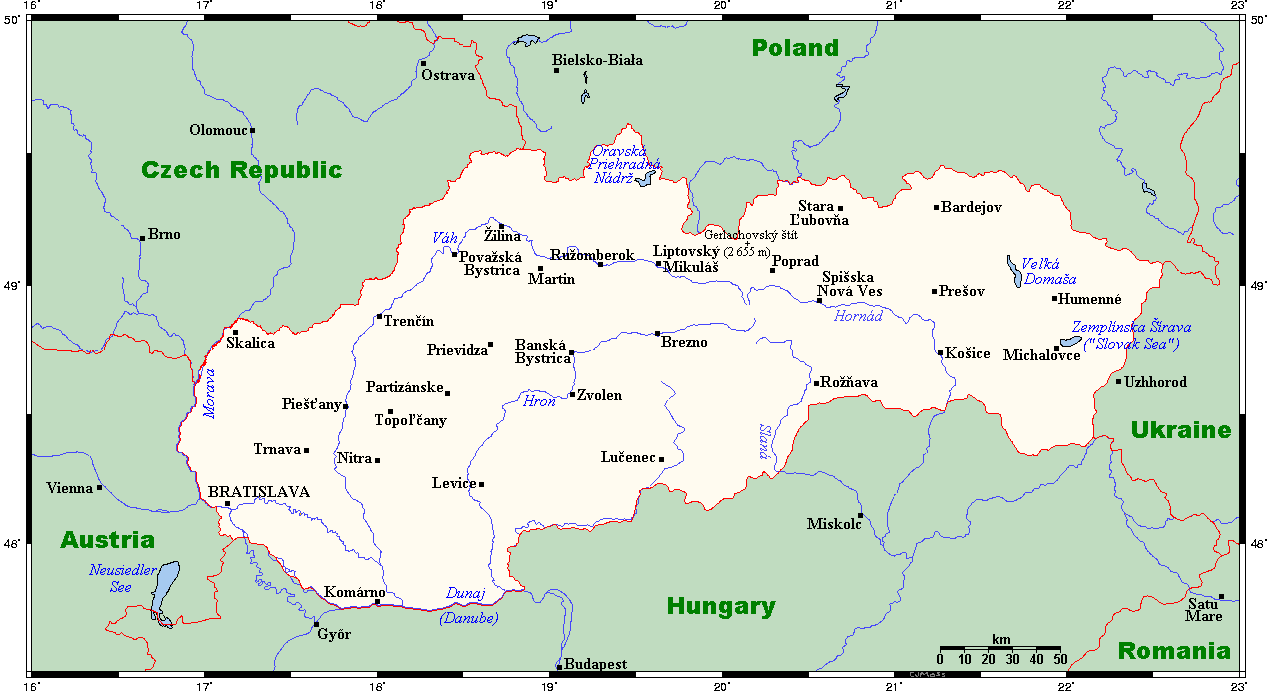
Rius d'Eslovàquia.

- riu Torysa (afluent de l'Hornad);

- riu Ondava (Keleti-föscatorna);

- riu Ukh (afluent de l'Ondava); 
- riu Topľa (afluent de l'Ondava);
- riu Laborec (afluent de l'Ondava);

- riu Poprad (Dunajec);

### Clima
El clima a Eslovàquia és continental, amb estius llargs i relativament càlids i hiverns molt freds, ennuvolats i humits. Plou més a les zones muntanyenques (1 400 mm a l'any) que en la plana (600 mm anuals).

#### Clima de terres baixes
Predomini de les influències oceàniques
La temperatura mitjana anual és d'uns 9-10 °C. La temperatura mitjana del mes més calorós és d'uns 20 °C i la temperatura mitjana del mes més fred és superior a -3 °C. Aquest tipus de clima es produeix en les planes de Záhorská i Podunajská. És el típic clima de la capital, Bratislava.
Clima de terres baixes amb predomini de les influències continentals
La temperatura mitjana anual és d'uns 8-9 °C. La temperatura mitjana del mes més calorós és d'uns 19 °C i la temperatura mitjana del mes més fred és inferior a -3 °C. Aquest tipus de clima es pot trobar en la Košická kotlina i Východoslovenská nížina. És el clima típic de la ciutat de Košice.

#### Clima de les conques
La temperatura mitjana anual és d'entre 5 °C i 8,5 °C. La temperatura mitjana del mes més calorós és entre 15 °C i 18,5 °C i la temperatura mitjana del mes més fred està entre -3 °C i -6 °C. Aquest clima es pot trobar en gairebé totes les conques a Eslovàquia. Per exemple Podtatranská kotlina, Žilinská kotlina, Turčianska kotlina, Zvolenská kotlina. És el clima típic de les ciutats de Poprad i Sliač.

#### Clima de muntanya
La temperatura mitjana anual és inferior a 5 °C. La temperatura mitjana del mes més càlid és inferior a 15 °C i la temperatura mitjana del mes més fred és inferior a -5 °C. Aquest tipus de clima es produeix a les muntanyes i en alguns llogarets a les valls de Orava i Spiš.

### Medi ambient

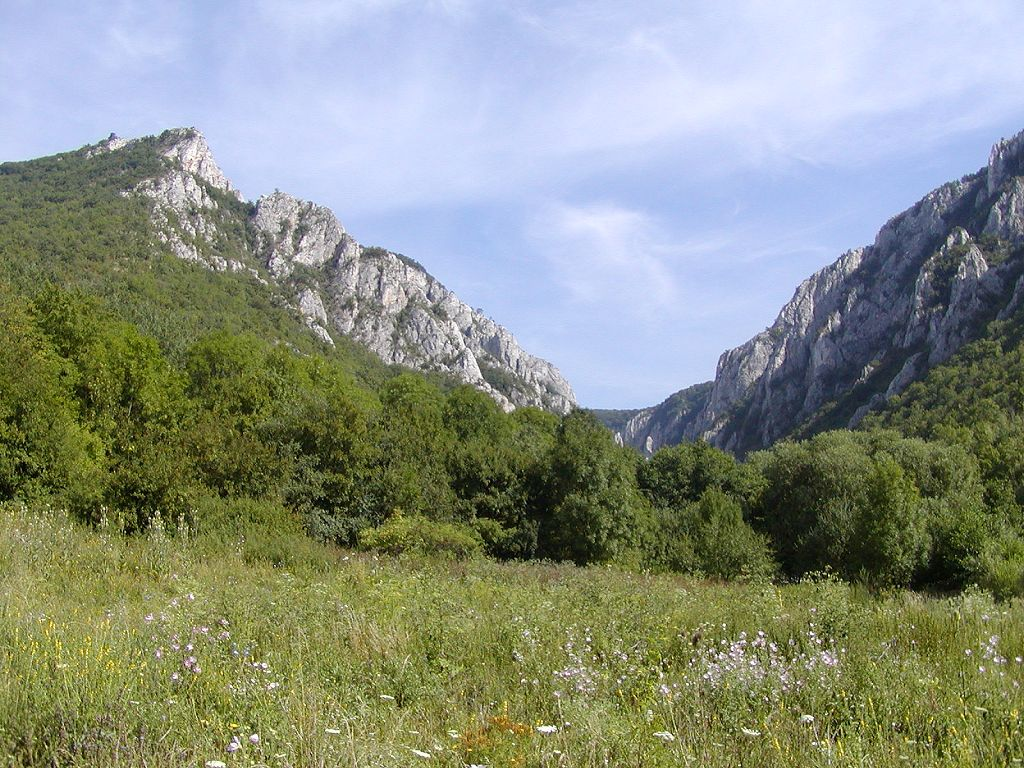
Canó de Zadiel, en el karst eslovac, Eslovàquia.

WWF divideix el territori d'Eslovàquia entre dos ecorregiones: el bosc montano dels Carpats a les muntanyes del nord i el bosc mixt de Panonia a les terres baixes del sud. Conforme a la normativa de la Unió Europea, el territori d'aquest país es divideix en dues regions biogeográficas:pannónica i alpina en els Carpats. Destaquen en el seu patrimoni natural dos llocs patrimoni de la Humanitat declarats per la Unesco: la Fageda verge dels Carpats (2007), ben natural compartit amb Ucraïna i les Coves càrstiques d'Aggtelek i del Carst Eslovac (1995, 2007), compartit amb Hongria. Compta amb quatre reserves de la biosfera: Slovensky Kras (des de 1977), Polana (des de 1990), Tatra (des de 1992, transfronterer, compartit amb Polònia) i els Carpats Blancs (des de 1990/1998, transfronterer, compartit amb Polònia i Ucraïna). 40.697 hectàrees estan protegides com a aiguamolls d'importància internacional a l'empara del Conveni de Ramsar, en total, 14 llocs Ramsar.
No hi ha riscos naturals destacables. Si que hi ha alguns problemes mediambientals: la contaminació de l'aire per les fàbriques metal·lúrgiques suposa un risc per a la salut humana; la pluja àcida danya els boscos.

## Geografia humana
La població d'Eslovàquia és de 5,463.046 habitants (est. juliol de 2009), la qual cosa dona una densitat de 111,41 habitants per quilòmetre quadrat. En la seva majoria, són eslovacs (85,8%), però existeix una important minoria hongaresa al sud (9,7%) i alguns ucraïnesos en l'est (1%), a més de l'1,7% de gitanos (cens de 2001).
L'idioma oficial és l'eslovac (83,9%), però també es parla l'hongarès 10,7%, el romaní 1,8%, l'ucraïnès 1% i uns altres sense especificar 2,6% (cens de 2001).
Quant a la religió, els eslovacs són predominantment catòlics (68,9%), però també hi ha protestants 10,8%, catòlics grecs (4,1%) i altres confessions o sense especificar 3,2%, manca de religió el 13% (cens de 2001).
La capital és Bratislava (en hongarès: Pozsony) amb una població de 430.000 habitants. Altres ciutats importants són Košice (Kassa), Prešov (Eperjes), Nitra, Žilina (Zsolna), Banská Bystrica (Besztercebánya), Trnava (Nagyszombat) i Martin (Turócszentmárton).
Des de 1949 (excepte en el període 1990-1996) Eslovàquia ha estat subdividida en 8 "kraje" (singular - kraj, generalment traduït per "regions", que prenen el nom de la seva ciutat principal. El seu nombre, fronteres i funcions han canviat diverses vegades al llarg de la història.

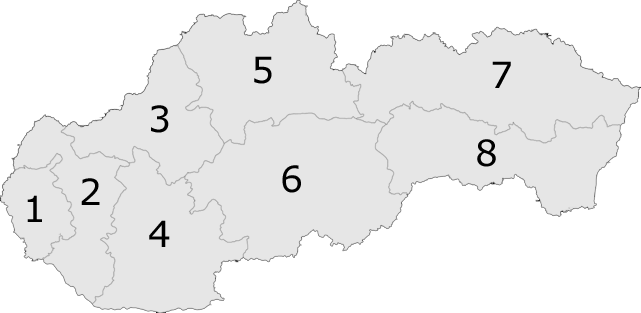

Els "kraje" estan subdividits al seu torn en "okresy" (singular - okres, generalment traduïts per "districtes"). Existeixen actualment 79 districtes a Eslovàquia.
| Nº | Regió                    | Eslovac              | Capital         |
| -- | ------------------------ | -------------------- | --------------- |
| 1  | Regió de Bratislava      | Bratislavský kraj    | Bratislava      |
| 2  | Regió de Trnava          | Trnavský kraj        | Trnava          |
| 3  | Regió de Trenčín         | Trenčiansky kraj     | Trenčín         |
| 4  | Regió de Nitra           | Nitriansky kraj      | Nitra           |
| 5  | Regió de Žilina          | Žilinský kraj        | Žilina          |
| 6  | Regió de Banská Bystrica | Banskobystrický kraj | Banská Bystrica |
| 7  | Regió de Prešov          | Prešovský kraj       | Prešov          |
| 8  | Regió de Košice          | Košický kraj         | Košice          |

## Geografia econòmica

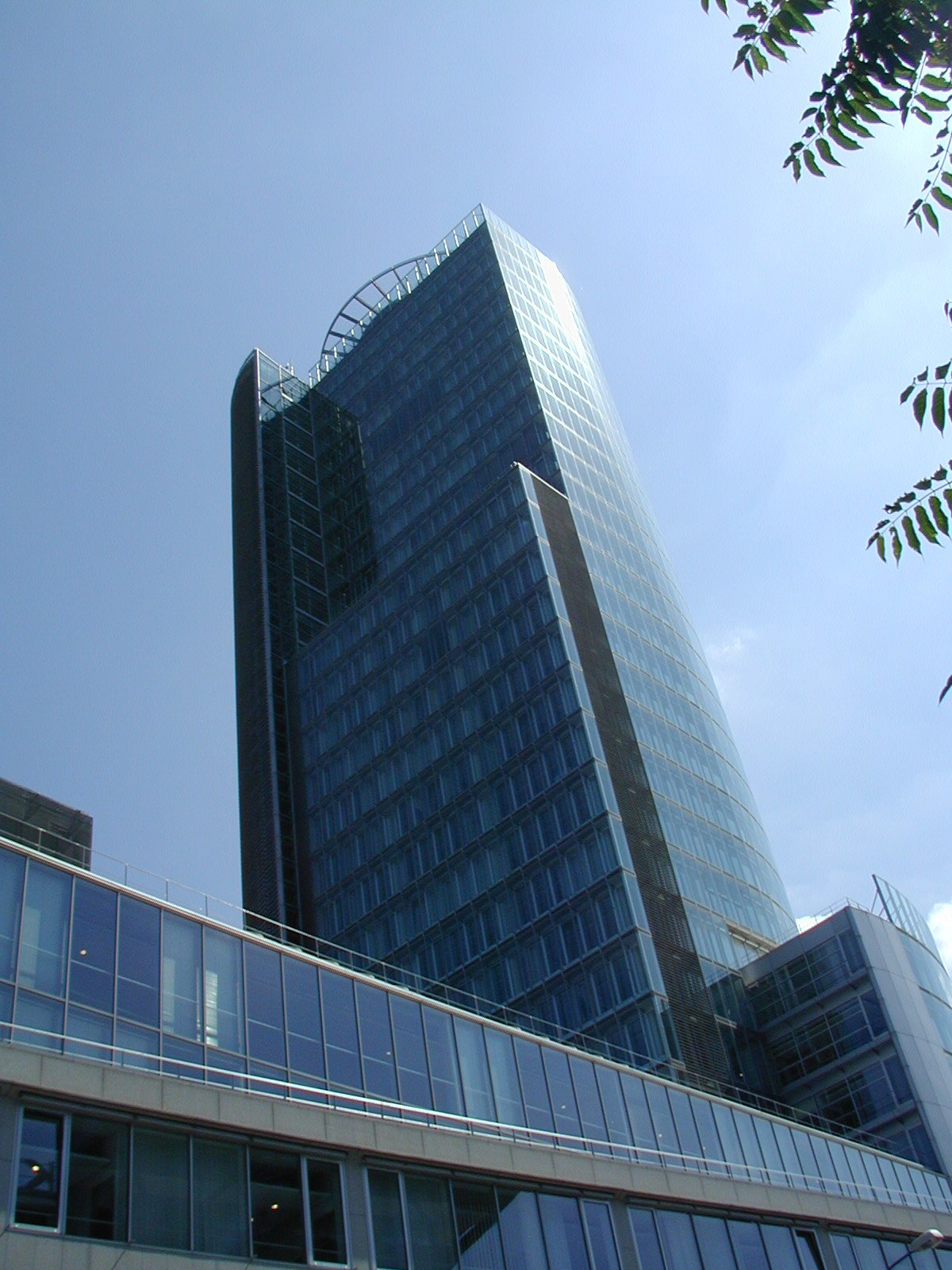
Banc Nacional d'Eslovàquia a Bratislava

El PIB va ser d'1,66 trilions de korunas eslovaques el 2006, la qual cosa equival a al voltant de 50 bilions d'euros o 71 bilions de dòlars nord-americans, que és al voltant de 8.800 euros o 13.000 dòlars per capita.
PIB per sector:
- Agricultura 3,6%
- Indústria (matèries primeres, producció, energia, aigua) 31,6%
- Serveis 64,8%

Les regions occidentals estan més desenvolupades que les orientals. L'any 2004, els majors ingressos per capita eren els 573.976 SK de la regió de Bratislava, que era més del doble que la mitjana nacional (251.814 SK). El PIB per capita va ser de 152.786 SK a la regió de Prešov en el nord-est, 60% del nacional.
Els camps conreats ocupen el 29% d'Eslovàquia. Les principals collites són blat, ordi, blat de moro, Remolatxa sucrera i patates. La viticultura s'estén a les regions meridionals, principalment al voltant dels Petits Carpats, les terres baixes danubianes i la regió de Tokaj. També es cria ganat boví, porcs i ovelles.
La indústria ha decaigut lleugerament després de la independència; avui, els principals sectors són les manufactures, electrotècniques, químiques, de petroli, d'acer, de tèxtil i alimentària. En anys recents la indústria automobilística, amb fàbriques a Bratislava, Trnava i Žilina. Altres ciutats industrials importants són Trenčín, Prešov i Košice.

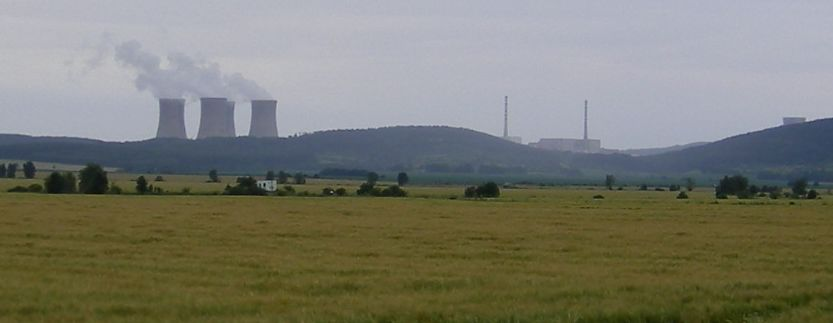
Central nuclear de Mochovce

Els combustibles fòssils, particularment el petroli i el gas, s'importen. El 2004, la font d'energia més important eren les centrals nuclears (55.7%), situades a Central Nuclear de Bohunice i Mochovce. Una altra font d'energia són les plantes hidroelèctriques (13,9%), estant la principal en el pantà de Gabčíkovo en el Danubi i unes altres en els rius Váh, Slaná, Orava i Hornád. El 2005 Eslovàquia va consumir 24,93 bilions de kWh d'electricitat.